# Карамалы (Пензенская область)
Карамалы — село Никольского района Пензенской области. Административный центр Карамальского сельсовета.

## География
Находится в северо-восточной части Пензенской области на расстоянии приблизительно 6 км на юг-юго-восток по прямой от районного центра города Никольск.

## История
Основано во второй половине XVII века, упоминается в 1688 году как мордовская деревня Карамалы Засурского стана Пензенского уезда. Названа по речке Карамале. В 1709 году — 66 дворов ясачной мордвы, 237 душ; в 1718 году — 51 двор, 230 душ. В 1748 году — деревня Карамал (Каромал) Засурского стана Пензенского уезда, 85 ревизских душ ясачной мордвы. В 1782 году в деревнях Карамала и Алова, имевших общую межу, 120 дворов. В 1862 году построена церковь во имя Николая Чудотворца. В 1910 году, 265 дворов, школа, 3 водяных мельницы, 2 ветряных, шерсточесалка, 3 кузницы, 4 лавки. В 1944, 1955 годах — колхозы «Серп и Молот» и «Свободный Труд». В 1980-х годах центральная усадьба колхоза имени 50-летия СССР. В 2004 году — 166 хозяйств.

## Население
Численность населения: 237 человек (1709 год), 230 (1718), 1087 (1864), 1133 (1877), 1381 (1897), 1625 (1910), 1714 (1926), 1841 (1930), 1174 (1959), 702 (1979), 609 (1989), 477 (1996). Население составляло 460 человек (русские 30 %, мордва 66 %) в 2002 году, 357 — в 2010.

## Фотогалерея

Вики-экспедиция UG EZY в эрзянское село Карамалы Никольского района Пензинской области
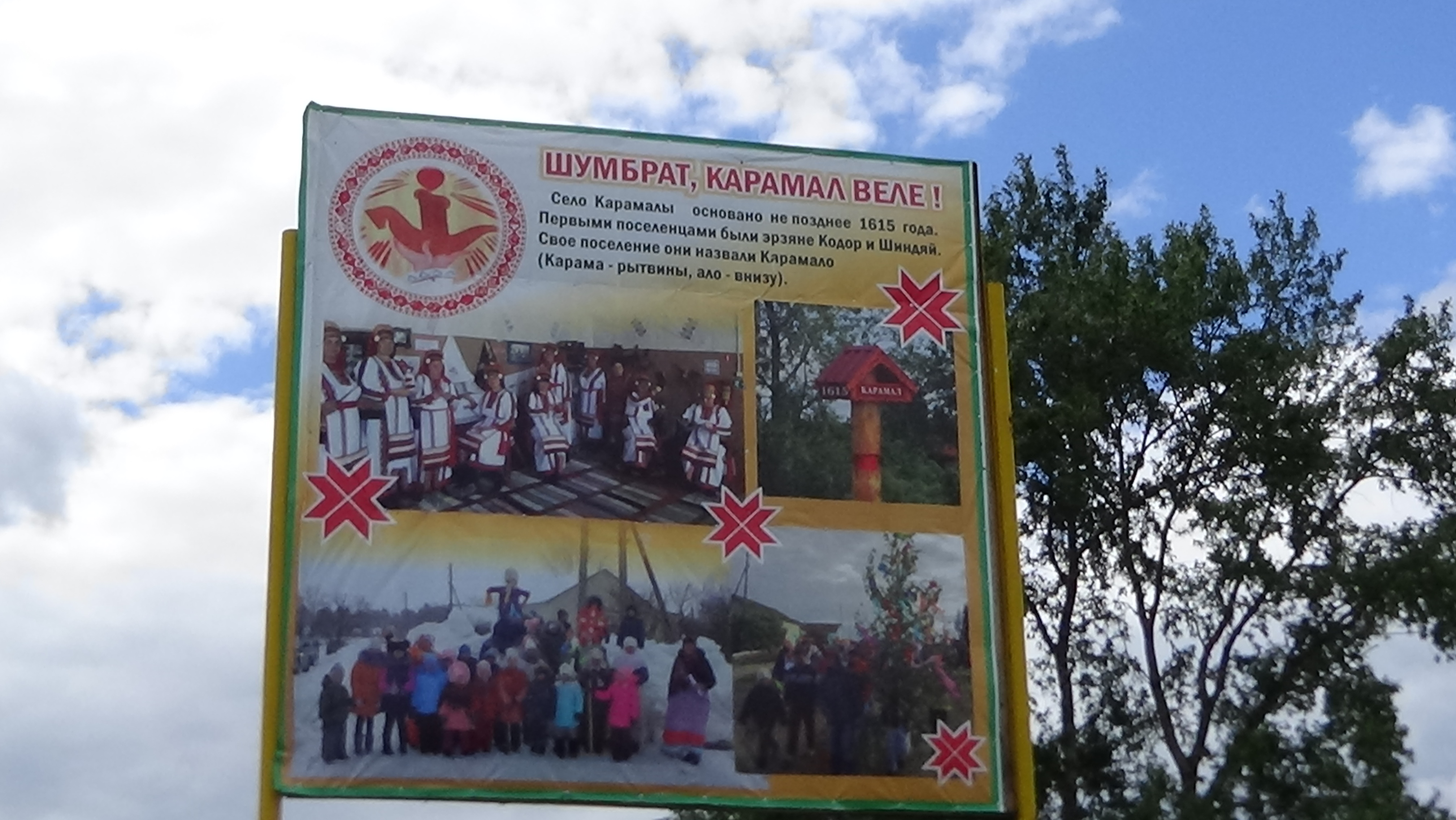
Информационный щит при въезде в село
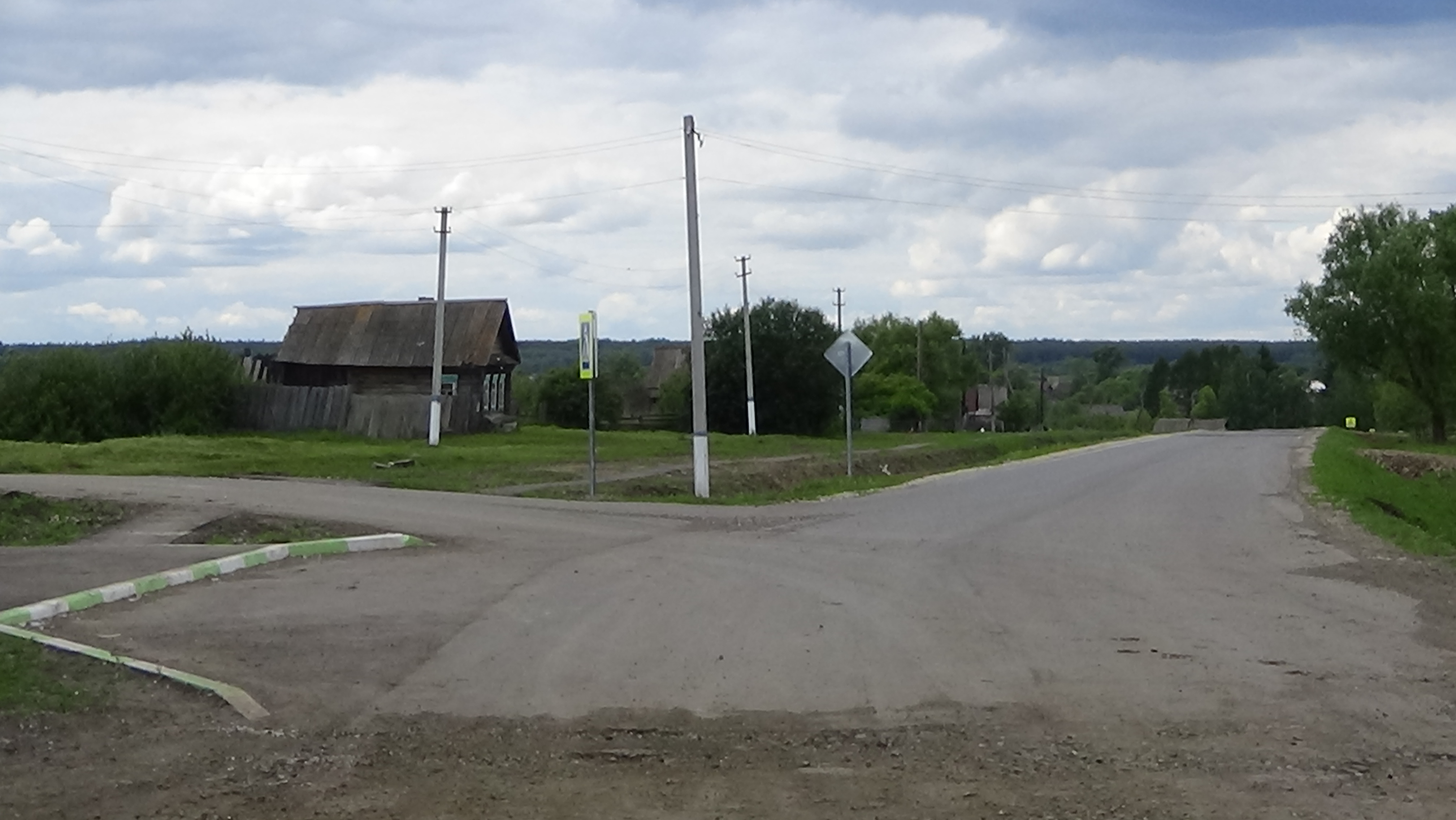